# Стэнхоуп, Джеймс, 1-й граф Стэнхоуп
Джемс Честерфилд Стэнхоуп, 1-й граф Стэнхоуп (1673 — 5 февраля 1721 года) — английский полководец и государственный деятель.

## Биография
При короле Вильгельме служил волонтёром во Фландрии и особенно отличился при Намюре. В царствование королевы Анны сделался членом нижней палаты и затем назначен послом при голландских генеральных штатах. В 1708 году завоевал порт Магон и о-в Менорку. Назначенный командующим английскими войсками в Испании, успешно сражался при Альменаре и Сарагосе (1710) и ввел эрцгерцога Карла в Мадрид, но, замедлив отступлением, был вынужден в декабре 1710 года сдаться французам с 6-тысячным отрядом при Бриуэге.
В 1714 году назначен членом Тайного совета. В 1716 году вместе с французским посланником аббатом Дюбуа составил проект трактата о тройственном союзе, заключенном в Гааге 4 января 1717 года между Англией, Францией и Нидерландами. В том же году Стэнхоуп возведен в пэры с титулом виконта Сент-Магона и назначен лордом Казначейства. В 1718 году руководил составлением трактата о так называемом четверном союзе между Англией, Францией, Габсбургской монархией и Нидерландами, за что был пожалован титулом графа Стэнхоуп.